# NHL-Rookie des Monats
Die Auszeichnung des NHL-Rookie des Monats wird seit der Saison 1991/92, neben dem Spieler der Woche und dem Spieler des Monats, an den besten Liganeuling der National Hockey League verliehen. Angelehnt ist die Auszeichnung an den NHL-Spieler des Monats, der seit 1987 vergeben wird.
In den ersten beiden Jahren wurde nur ein Spieler für März und April gewählt. Danach wurde der letzte Sieger schon Ende März ausgezeichnet. Während des Streiks in der Saison 1994/95 fand keine Wahl statt, so dass der erste Sieger im Februar 1994 gewählt wurde. Für März und April 1994 wurde je ein Rookie des Monats gewählt. Es folgten vier Jahre, in denen es einen separaten Sieger für den April gab, seitdem wird für die beiden Wochen im April kein Sieger mehr gewählt. Im Februar 1998, 2006 und 2010 verzichtete die Liga jeweils wegen der Teilnahme der NHL-Spieler an den Olympischen Winterspielen auf eine Wahl.
Nur Teemu Selänne, Connor McDavid und Connor Bedard wurden in einer Spielzeit dreimal gewählt. Nicklas Lidström, Martin Brodeur, Daniel Alfredsson, Scott Fraser, Jewgeni Nabokow, Ilja Kowaltschuk, Tyler Arnason, Alexander Owetschkin, Jewgeni Malkin, Ryan Nugent-Hopkins, Ondřej Palát, Johnny Gaudreau, William Nylander, Brock Boeser, Clayton Keller, Elias Pettersson, Jordan Binnington und Victor Olofsson waren je zweifach Rookie des Monats.
Im Dezember 2001 waren mit Dany Heatley und Ilja Kowaltschuk zwei Rookies der Atlanta Thrashers gemeinsam so dominierend, dass beide den Preis gemeinsam erhielten.

## Gewinner der Auszeichnung
| Jahr    | Oktober                          | November                         | Dezember                         | Januar                           | Februar                          | März                             | April                            |
| ------- | -------------------------------- | -------------------------------- | -------------------------------- | -------------------------------- | -------------------------------- | -------------------------------- | -------------------------------- |
| 2024/25 | Matwei Mitschkow                 | Macklin Celebrini                | Lane Hutson                      | Dustin Wolf                      | Matwei Mitschkow                 | Lane Hutson                      | –                                |
| 2023/24 | Lukáš Dostál                     | Connor Bedard                    | Connor Bedard                    | Brock Faber                      | Pjotr Kotschetkow                | Connor Bedard                    | –                                |
| 2022/23 | Shane Pinto                      | Logan Thompson                   | Pjotr Kotschetkow                | Ukko-Pekka Luukkonen             | Mads Søgaard                     | Stuart Skinner                   | –                                |
| 2021/22 | Moritz Seider                    | Lucas Raymond                    | Trevor Zegras                    | Anton Lundell                    | Jeremy Swayman                   | Cole Caufield                    | Spencer Knight                   |
| 2020/21 | –                                | –                                | –                                | Vítek Vaněček                    | Tim Stützle                      | Alex Nedeljkovic                 | Jason Robertson                  |
| 2019/20 | Victor Olofsson                  | Cale Makar                       | Victor Olofsson                  | Dominik Kubalík                  | Quinn Hughes                     | –                                | –                                |
| 2018/19 | Elias Pettersson                 | Rasmus Dahlin                    | Elias Pettersson                 | Carter Hart                      | Jordan Binnington                | Jordan Binnington                | –                                |
| 2017/18 | Clayton Keller                   | Brock Boeser                     | Brock Boeser                     | Mathew Barzal                    | Yanni Gourde                     | Clayton Keller                   | –                                |
| 2016/17 | William Nylander                 | Zach Werenski                    | Auston Matthews                  | Mitchell Marner                  | Patrik Laine                     | William Nylander                 | –                                |
| 2015/16 | Connor McDavid                   | Dylan Larkin                     | John Gibson                      | Louis Domingue                   | Connor McDavid                   | Connor McDavid                   | –                                |
| 2014/15 | Tanner Pearson                   | Filip Forsberg                   | Johnny Gaudreau                  | John Klingberg                   | Anders Lee                       | Johnny Gaudreau                  | –                                |
| 2013/14 | Tomáš Hertl                      | Marek Mazanec                    | Martin Jones Antti Raanta        | Ondřej Palát                     | –1                               | Ondřej Palát                     | –                                |
| 2012/13 | keine Vergabe wegen des Lockouts | keine Vergabe wegen des Lockouts | keine Vergabe wegen des Lockouts | Wladimir Tarassenko              | Jonathan Huberdeau               | Jake Muzzin                      | Nail Jakupow                     |
| 2011/12 | Ryan Nugent-Hopkins              | Ryan Nugent-Hopkins              | Adam Henrique                    | Cody Hodgson                     | Gabriel Landeskog                | Marcus Foligno                   | –                                |
| 2010/11 | Michal Neuvirth                  | Sergei Bobrowski                 | Logan Couture                    | Jeff Skinner                     | Michael Grabner                  | James Reimer                     | –                                |
| 2009/10 | Michael Del Zotto                | James van Riemsdyk               | Matt Duchene                     | Tyler Myers                      | –1                               | Jimmy Howard                     | –                                |
| 2008/09 | Derick Brassard                  | Steve Mason                      | Steve Mason                      | Bobby Ryan                       | Pekka Rinne                      | T. J. Oshie                      | –                                |
| 2007/08 | Patrick Kane                     | Tobias Enström                   | Nicklas Bäckström                | Peter Mueller                    | Sam Gagner                       | Carey Price                      | –                                |
| 2006/07 | Jewgeni Malkin                   | Jewgeni Malkin                   | Wojtek Wolski                    | Ryane Clowe                      | Paul Stastny                     | Drew Stafford                    | –                                |
| 2005/06 | Sidney Crosby                    | Dion Phaneuf                     | Alexander Owetschkin             | Alexander Owetschkin             | –1                               | Ray Emery                        | –                                |
| 2004/05 | keine Vergabe wegen des Lockouts | keine Vergabe wegen des Lockouts | keine Vergabe wegen des Lockouts | keine Vergabe wegen des Lockouts | keine Vergabe wegen des Lockouts | keine Vergabe wegen des Lockouts | keine Vergabe wegen des Lockouts |
| 2003/04 | Marc-André Fleury                | Jason King                       | Trent Hunter                     | Andrew Raycroft                  | Michael Ryder                    | Tuomo Ruutu                      | –                                |
| 2002/03 | Tyler Arnason                    | Rick Nash                        | Tyler Arnason                    | Aleš Kotalík                     | Henrik Zetterberg                | Aleš Hemský                      | –                                |
| 2001/02 | Kristian Huselius                | Krys Kolanos                     | Ilja Kowaltschuk Dany Heatley    | Ilja Kowaltschuk                 | Radim Vrbata                     | Niklas Hagman                    | –                                |
| 2000/01 | Brad Richards                    | Jewgeni Nabokow                  | Jewgeni Nabokow                  | Karel Rachůnek                   | Shane Willis                     | Martin Havlát                    | –                                |
| 1999/00 | Peter Schaefer                   | Scott Gomez                      | Simon Gagné                      | Trevor Letowski                  | Brian Rafalski                   | Jeff Halpern                     | –                                |
| 1998/99 | Mark Parrish                     | Olli Jokinen                     | Wadim Scharifjanow               | Jan Hrdina                       | Vincent Lecavalier               | Marián Hossa                     | Jean-Pierre Dumont               |
| 1997/98 | Éric Messier                     | Marco Sturm                      | Mike Johnson                     | Sergei Samsonow                  | –1                               | Scott Fraser                     | Scott Fraser                     |
| 1996/97 | Jim Campbell                     | Harry York                       | Patrick Lalime                   | Patrick Lalime                   | Daymond Langkow                  | Steve Sullivan                   | Wade Redden                      |
| 1995/96 | Witali Jatschmenjow              | Daniel Alfredsson                | Petr Sýkora                      | Éric Dazé                        | Jere Lehtinen                    | Miroslav Šatan                   | Daniel Alfredsson                |
| 1994/95 | keine Vergabe wegen des Lockouts | keine Vergabe wegen des Lockouts | keine Vergabe wegen des Lockouts | keine Vergabe wegen des Lockouts | Blaine Lacher                    | Jim Carey                        | Peter Forsberg                   |
| 1993/94 | Alexandre Daigle                 | Alexei Jaschin                   | Jesse Bélanger                   | Martin Brodeur                   | Chris Osgood                     | Martin Brodeur                   | –                                |
| 1992/93 | Teemu Selänne                    | Joé Juneau                       | Rob Gaudreau                     | Teemu Selänne                    | Félix Potvin                     | Teemu Selänne                    | Teemu Selänne                    |
| 1991/92 | Tony Amonte                      | Nicklas Lidström                 | Nicklas Lidström                 | Waleri Selepukin                 | Gilbert Dionne                   | Pawel Bure                       | Pawel Bure                       |

1 keine Vergabe wegen der Olympischen Winterspiele in Sotschi (2014), Vancouver (2010), Turin (2006) und Nagano (1998)